# Пайдеский машиностроительный завод
АО Па́йдеский машинострои́тельный заво́д (эст. Paide Masinatehas AS) — машиностроительное предприятие в городе Пайде, Эстония, преемник Пайдеского машиностроительного завода ПО «Таллэкс». До приватизации предприятие производило комплектующие для головного завода ПО «Таллэкс», ещё раньше, до 1966 года — автогрейдеры и др. Сегодня основной деятельностью предприятия остаётся машиностроение: завод производит конвейерные системы и другие изделия.

## История

### Первые годы
В 1944 году, после освобождения Пайде от немецкой оккупации, на месте бывшей спичечной фабрики Baltika началось строительство Механической центральной ремонтной мастерской при управлении шоссейных дорог Народного комиссариата внутренних дел ЭССР. Строительство было завершено в 1946 году, в том же году мастерская приступила к ремонту моторов и дорожных машин. Тогда же по инициативе инженера Арнольда Вольберга (эст. Arnold Volberg; 2.07.1900 — 7.08.1967) началось проектирование первого советского автогрейдера В-1. Машина создавалась на базе грузового автомобиля ГАЗ-АА, первый экземпляр был готов в 1947 году. Машину представили на первомайской демонстрации в Таллине в 1948 году, летом того же года её конструкторам была присуждена республиканская премия. Автогрейдер В-1 был изготовлен в количестве 122 экземпляров. В последующем предприятием были выпущены модернизированные варианты автогрейдера: В-3, В-4, В-5, В-6 и, наконец, более тяжёлый В-8 (изготовленный в количестве 8 экземпляров). Все эти грейдеры оснащались бензиновым двигателем.
В 1950 году предприятие было переименовано в Пайдеский завод дорожных машин. В начале 1950-х годов на базе агрегатов грузовика ГАЗ-51 начат выпуск трёхосного грейдера Э-6-3 (альтернативный индекс В-6-3). Грейдер был выпущен в количестве 505 экземпляров. В середине 1950-х годов Вольберг начал проектирование автогрейдера с индексом В-10, оснащенного дизельным мотором Д-54 от гусеничного трактора ДТ-54. Эта модель выпускалась с 1956 по 1962 год, было изготовлено 2040 машин. Помимо автогрейдеров, завод выполнял и другие заказы — изготавливал плужные снегоочистители и другую продукцию.
К 1958 году завод выпускал около 20 % всех автогрейдеров, производившихся в СССР. В этом же году был утверждён ГОСТ на грейдеры; модели серии «В» этому стандарту не удовлетворяли, и возникла необходимость в создании новой модели. На заводе было организовано конструкторское бюро, задачей которого стало создание новой машины. Разработка нового автогрейдера началась (под руководством главного конструктора завода Виллема Гросса, эст. Villem Gross) в следующем году, модель получила название Д-512. В качестве двигателя использовался четырёхцилиндровый дизель СМД-14А от трактора Т-74. Впервые на пайдеском заводе грейдер оснастили гидроусилителем руля. Пробная партия была изготовлена к концу 1962 года, серийное производство нового грейдера началось в 1963 году.

### В составе Таллинского экскаваторного завода
В 1962 году Пайдеский завод дорожных машин был объединен с Таллинским экскаваторным заводом и превратился в один из его цехов. Производство грейдера Д-512 продолжалось до 1966 года, когда возникла необходимость в увеличении выпуска траншейных экскаваторов головным предприятием. К этому времени производство автогрейдеров на других заводах СССР возросло, и завод изготавливал лишь около 10 % всех выпускавшихся в СССР машин этого типа. В 1966 году выпуск автогрейдеров в Пайде был прекращён, и пайдеский цех сосредоточился на изготовлении рабочих органов, конвейерных транспортёров, звёздочек и других комплектующих для основного производства. К 1966 году было произведено 1675 грейдеров Д-512. Полное число произведённых пайдеским заводом автогрейдеров составило 4348 экземпляров, из которых основную часть составляли модели В-10 и Д-512. Кроме того, было изготовлено 46 гудронаторов (в основном на шасси полученных по ленд-лизу американских грузовиков Ford-6) и 210 плужных снегоочистителей.

### В составе «Таллэкса»
В 1975 году на базе Таллинского экскаваторного завода было образовано производственное объединение «Таллэкс», и пайдеский цех был переименован в Пайдеский машиностроительный завод. Вскоре началось строительство нового производственного корпуса (производственной площадью 2000 м²). К 1977 году для работников завода построили 60-квартирный жилой дом. Из-за строительных проблем постройка нового корпуса задерживалась, производство нём в ограниченном объёме началось в конце 1970-х годов, формально акт о приёме корпуса был подписан в 1983 году. Производство в полном объёме в новом корпусе так и не успело начаться. Построенная новая котельная также успела проработать недолго: в городе была сооружена мощная теплостанция, и потребность в малых котельных отпала.
К середине 1980-х годов число работников филиала составляло 220 человек, 13 % от всего персонала предприятия, продукция филиала составляла около 20 % от всей продукции «Таллэкса». В Пайде изготавливалось более 70 типов узлов и 1000 типов деталей, филиал также выпускал товары широкого потребления.

### После приватизации «Таллэкса»
После распада СССР ПО «Таллэкс» было приватизировано, его преемником стало акционерное общество AS Eesti Talleks. В 1993 году Пайдеский машиностроительный завод был преобразован в акционерное общество Paide Masinatehas AS (АО Пайдеский машиностроительный завод).

## Современное состояние
По состоянию на середину 2010-х годов завод работает преимущественно на основе иностранных подрядов (около 90 %). Предприятие изготавливает сварные конструкции для нужд машиностроения и общего строительства, а также зубчатые колеса, звёздочки, оси, валы, контейнеры, конвейеры, снегоуборочную технику и проч. Совместно с двумя дочерними компаниями, Silbet Metall AS и Meiren Engineering OÜ, предприятие образует Meiteks Group. По состоянию на 2011 год выручка компании составила 9,55 млн. евро, численность работающих — около 130 человек, производственные площади — 15 000 м².
Торговый оборот в 2023 году составил 12,806 млн евро, из них экспорт — 8, 828 млн евро, численность работников по состоянию на 30 сентября 2024 года — 75 человек.